# جون بي. وود
جون بي. وود (بالإنجليزية: John B. Wood)‏ هو صحفي أمريكي، ولد في 7 ديسمبر 1827، وتوفي في 28 يناير 1884.